# Akademik Sergey Korolyov
Die Akademik Sergey Korolyov (russisch Академик Сергей Королёв, deutsche Transkription Akademik Sergei Koroljow) war ein 1970 gebautes Schiff zur Kontrolle und Überwachung des sowjetischen Raumfahrtprogramms. Benannt wurde es nach Sergei Koroljow, dem führenden sowjetischen Raketenentwickler der 1950er und 1960er Jahren, in welchen sich die Vereinigten Staaten von Amerika und die Sowjetunion einen Wettlauf um das Vordringen in den erdnahen Weltraum lieferten. Von dem Schiff aus wurden weiterhin Untersuchungen der oberen Atmosphäre und des Weltraums vorgenommen.
Zu Zeiten der Sowjetunion operierte die Akademik Sergey Korolyov als Kommunikationsstation im Rahmen einer ganzen Flotte derartiger Schiffe. Diese dehnte die Möglichkeit, bemannte und unbemannte Raumschiffe und Satelliten, die außerhalb der Reichweite landgestützter sowjetischer Überwachungsstationen die Erde umkreisten, zu verfolgen, aus. Die Akademik Sergei Koroljow operierte hauptsächlich im Atlantischen Ozean, und zwar um Flugbahnen und Telemetriedaten zu überwachen sowie Kommunikationsmöglichkeiten mit Kosmonauten zu schaffen.
Das Schiff verfügte über 79 Laboratorien, in welchen 188 Wissenschaftler ihrer Arbeit nachgingen.
Im Jahre 1975 war die Akademik Sergey Korolyov Teil des amerikanisch-sowjetischen Apollo-Sojus-Test-Projekts (ASTP).
Das Kommunikationsschiff war Eigentum der Akademie der Wissenschaften der UdSSR und hatte seinen Heimathafen in der heutigen Ukraine, wohin es nach dem Fall der UdSSR auch zurückkehrte. Zu dieser Zeit wurde es außer Dienst gestellt, auf den Namen Orol umgetauft und ab August 1996 in Alang (Indien) abgewrackt.